# صقر (طائرة مسيرة)
صقر (بالإنجليزية: Saqr)‏ هي مُسَيَّرَة أنتجت في السعودية. من صناعة مدينة الملك عبد العزيز للعلوم والتقنية. كان أول طيران لها في 2012. صنع منها 38 مسيرة. أُنتج منها 4 إصدارات كان آخرها «صقر 1» الذي أُعلن عنه في 4 أبريل 2018.

## الوصف
المسيرة مصنعة من الألياف الزجاجية والكربونية، وتتميز بخفة وزنها وقوة تحملها ولا يمكن التقاطها من خلال أجهزة الرادار والاستطلاع، ويتم برمجتها من خلال غرفة تحكم أرضية. كما أن المسيرة تحتوي على جهاز تحكم آلي هو المعني في قيادة المسيرة، كما توجد بها برامج من الممكن أن تتعامل وتتكيف مع بعض الظروف البيئية للطيران كالتعامل مع الرياح ودرجات الحرارة المختلفة وزيادة الاحتراق للمحرك والهبوط أو الصعود الاضطراري للمسيرة أو الانحراف عن مسار الطيران، كما تحتوي على أجهزة اتصالات وغرفة العمليات يتم النقل المباشر والمستمر للصور والفيديو من المسيرة إلى غرفة التحكم، حيث يمكن تغيير المسار والأهداف من خلال الاتصال المباشر والمسيرة في الجو.

## الأنواع
- صقر 1: كشفت مدينة الملك عبد العزيز للعلوم والتقنية بالرياض عن أحدث إصدار من المسيرة بدون طيار صقر 1 المجهزة بنظام الأتصال بواسطة الأقمار الاصطناعية, كما يمكنها من التحليق لمدى يزيد عن 2500 كيلو متر و مدة طيران تصل الى48 ساعه, وهي قادرةعلى إطلاق صواريخ موجهة بالليزر، وتصل دقة التصويب الى اقل من متر ونصف المتر, وتستطيع القيام بمهمات استطلاعية وبحثية، وتحتوي على أجهزة تصوير نهارية و ليلية عالية الجودة, كما يمكن تزويدها بتقنيات الرادارات و تقنيات الحرب الالكترونية كالتشويش و التنصت[1]
- صقر 2: ذات مدى يصل إلى 150 كيلو متر، ويمكن تطوير مداها إلى حد أقصى 250 كيلومتر ولمدة تحليق تصل إلى 8 ساعات بسرعة تقدر بـ 120 كيلو متر في الساعة وبارتفاع 5000 متر، هذا النوع من الطائرات تصنف ضمن فئة المتوسطة بعيدة المدى، واستخدمت الألياف الكربونية والألياف الزجاجية لرفع نسبة وزن الإقلاع لوزن المسيرة فارغة، وتم تصميم صقر 2 لحمل ما يزن خمسين كيلوجرام من أجهزة التصوير والمراقبة وكذلك إمكانية إضافة طبق للتحكم بها عن طريق الأقمار الصناعية في المستقبل لتغطي مساحات أوسع وأبعد.
- صقر 3: مسيرة لا يتجاوز وزنها 4.5 كجم، وهي من فئة قصيرة المدى، صنع كامل هيكل المسيرة من الألياف الكربونية لتصبح أخف طائرات هذه الفئة إن لم تكن الأخف، حيث تزن 4.5 كيلوجرام بما فيها الحمولة وعجلات الهبوط، وتستطيع هذه المسيرة الإقلاع من مختلف المدارج وأيضا القذف باليد، وتحلق على ارتفاع قرابة 1000 متر ولمسافة 50 كيلومتر ولفترة زمنية تقدر بساعة وعشرين دقيقة تقريباً.
- صقر 4: تم الانتهاء من الاختبارات والتصنيع ونظام مراقبة وزن الإقلاع 25 كيلوجرام لهذه المسيرة، المسيرة قادرة على حمولة تزن 5 كيلوجرام ويبلغ طول جناحها 3.75 متر وبسرعة قصوى 120 كيلو متر في الساعة، وبارتفاع 5000 متر ومده تحليق تتراوح من 5 إلى 6 ساعات ومدى الطيران 120 كيلو متر.[2]

## الإنتاج
- صقر 2: 3 طائرات.
- صقر 3: 20 مسيرة.
- صقر 4: 5 طائرات.[3]

## المميزات
- المحرك: روتاكس 914.
- وزن الإقلاع: 1400 كجم.
- وزن الحمولة: 250 كجم.
- طول المسيرة 9.2 متر.
- طول الجناح: 18 متر.
- أقصى سرعة: 120 كم/ساعة.
- أقصى ارتفاع: 18-22 ألف قدم.
- مدة الطيران: 24-48 ساعة.
- مدى الطيران: أكثر من 250 كيلومتر إلى 2500 كيلومتر (باستخدام الأقمار الصناعية).